# الإسلام بين الشرق والغرب (كتاب)
الإسلام بين الشرق والغرب هو كتاب ألفه رئيس البوسنة علي عزت بيغوفيتش أول رئيس جمهورية للبوسنة والهرسك بعد انتهاء حرب البوسنة، وترجمه إلى العربية محمد يوسف عدس.

## عرض الأفكار الرئيسية
يقول المترجم د. محمد يوسف عدس في مقدمة الكتاب:
كتاب الإسلام بين الشرق والغرب يكشف عن سمات شخصية مؤلفه ويبرز ملامحها وتبدو فيه تجربته الخاصة في الحياة. فإذا صح منهج عباس محمود العقاد في دراسته للعبقريات من أن لكل شخصية عبقرية مفتاحًا ندخل به إليها، فإنني أقترح بالنسبة لعلي عزت عشقه للحرية وتقديسه للمسؤولية في آن واحد. وسنجد أنه يزاوج في كتابه بين حرية الإنسان ومسؤوليته من ناحية وبين الخلق الإلهي من ناحية أخرى. فهو يرى أن قضية الخلق في الحقيقة هي قضية الحرية الإنسانية، فإذا قبلنا فكرة أن الإنسان لا حرية له وأن أفعاله محددة سابقًا كما يزعم الماديون، ففي هذه الحالة لا تكون الألوهية ضرورية لتفسير الكون وفهمه، ولكن إذا سلمنا بحرية الإنسان ومسؤوليته عن أفعاله، فإننا بذلك نعترف صراحة أو ضمنًا بوجود الله. فالله وحده هو القادر على أن يخلق مخلوقًا حرًا، ولا يمكن أن توجد الحرية إلا بفعل الخلق.
لم يتساهل علي عزت في أمر حريته ولم يفرط فيها لأنه يرى في الحرية جوهر الإنسان وقوامه، ويؤمن بأن الحرية منحة من عند الله وأمانة استودعها إياه لا يصح التفريط فيها.
ولأن هذا الموقف يتصادم مع النظام الدكتاتوري الحاكم في يوغوسلافيا الشيوعية، كان قدر صاحبه أن يمضي سنوات طويلة من شبابه وكهولته مغيبًا في سجون الدولة بتهم ملفقة. وسنجد أن فكرة الحرية الإنسانية محور أساسي من محاور كتابه، عالجها في مجالات متعددة. ففي علاقتها بالنظم الشمولية انتهى في تحليلاته إلى أن هذه النظم يستحيل أن تستمر في الوجود لأنها تنظر إلى الإنسان نظرة أحادية الجانب، وبذلك تصطدم بأعمق ما في طبيعته، وكأن علي عزت ـ في ذلك الوقت المبكر ـ كان يتنبأ بانهيار النظم الشيوعية قبل أن يبدأ الزلزال الذي اكتسحها بعشرين سنة على الأقل.

ويمضي علي عزت ليكشف لنا عن طبيعة العلاقة التي تربط بين السلطة المستبدة وبين نوعين مختلفين من الناس يطلق عليهم «الأتباع والهراطقة»، ويرى أن هناك علاقة توافق بين الذين يعشقون التبعية والخضوع وبين السلطة التي تحب أن يكون لها أتباع يصفقون لها ويستحسنون أعمالها سواء أصابت أم أخطأت. أما الهراطقة فهم أناس خارجون على النظام أشقياء لا يحبون السلطة ولا تحبهم.. يتحدثون كثيرًا عن الحرية وعن التغيير ولا يتحدثون عن الخبز، ولا يقبلون فكرة أن الملك هو الذي يطعمهم وإنما يعتقدون أنهم هم الذين يطعمون الملك. ثم يقول: 
.

### العدمية احتجاج على غياب الألوهية
لقد استوعب علي عزت الفكر الغربي ولكنه لم يغرق فيه ولم يجهل أو يتجاهل ما فيه من جوانب القوة، ولكنه في نفس الوقت استطاع أن يدرك فيه مواطن الضعف والقصور والتناقض. كما استطاع بمنهجه التحليلي المقتدر أن يكشف لنا عن عناصر دينية كامنة في بعض المذاهب الفلسفية، حتى تلك التي نظن ـ بل يظن أصحابها ـ أنها أبعد ما تكون عن الدين مثل فلسفات العدميين والوجوديين والعبثيين. فعلي عزت يرى أن العدمية تمرد على الحضارة ذات البعد الواحد التي أخرجت الإنسان من حسابها فلم يعد له مكان فيها؛ فالقلق البدائي والنظر فيما وراء الموت والبحث المضني عن طريق خارج هذه الضائقة المحيطة كلها هموم مشتركة بين العدمية والدين. يقول علي عزت: «إن العدمية ليست إنكارًا للألوهية بقدر ما هي احتجاج على حقيقة أن الإنسان غير ممكن وغير متحقق.. هذا الموقف ينطوي على فكرة دينية لا فكرة علمية عن الإنسان وعن العالم. فالعلم يزعم أن الإنسان ممكن ومتحقق ولكننا في التحليل النهائي نجد أن ما هو متحقق في نظر العلم شيء لا إنسانية فيه». ثم يمضي قائلاً: «لأن المادية ترفض الغائية في العلم فإنها تتخلص بذلك من مخاطر العبثية والتفاهة.. فعالم المادية وإنسانها لهما غايات عملية ووظيفة.. لتكن وظيفة حيوانية.. لا يهم». ويعلق علي عزت على عبارة «سارتر» التي يصف فيها الإنسان بأنه عاطفة تافهة فيقول: «إنها عبارة دينية بمنطقها وبروحها معًا.. إنها تتضمن أن الإنسان والعالم ليس بينهما تناغم أو تطابق.. وهذا الموقف المتطرف تجاه العالم المادي كان هو بداية جميع الأديان». ثم يمضي قائلاً: «إن التفاهة عند «سارتر» والعدمية عند «كامي» يفترضان البحث عن هدف ومعنى، وهو بحث يختلف عن البحث الديني في أنه ينتهي عندهما بالفشل.. فالعدمية خيبة أمل بسبب غياب الخير من العالم، فكل شيء تافه وعدم ما دام الإنسان يموت إلى الأبد.. إن الفلسفة العدمية تعبر عن القلق، والقلق بجميع درجاته ـ فيما عدا نتيجته ـ هو قلق ديني.. الإنسان غريب في هذا العالم سواء عند العدمية أو في نظر الدين.. والفرق أن العدمية تعتبر الإنسان ضائعًا بلا أمل وأما الدين فإنه ينطوي على أمل في الخلاص».
ويؤكد علي عزت أن أفكار «ألبير كامي» لا يمكن فهمها إلا إذا اعتبرنا صاحبها مؤمنًا مُخيّب الرجاء، ويستشهد على ذلك بفقرة مقتبسة من «كامي» يقول فيها: «في عالم خبا فيه الوهم فجأة وانطفأ الضياء يشعر الإنسان بالاغتراب.. فلا ذكريات هنالك ولا وطن مفقود.. ولا أمل في الوصول إلى أرض موعودة.. كل شيء جائز طالما أن الإنسان يموت وأن الله غير موجود». يقول علي عزت: «إن هذه العبارة الأخيرة ليس بينها شيء مشترك وبين الإلحاد القاطع اليقيني الذي تصادفه عند المفكرين العقلانيين، إنما على العكس هو صرخة صامتة لروح أجهدها البحث عن الله ولم تجده.. إنها إلحاد اليائس».
هذا موقف إنساني يتكرر على مر العصور والدهور كلما أمعن الإنسان النظر في سر حياته ومصيره دون أن يتصل بمصدر هداية يدله على طريق الخلاص، وفي هذا تكمن الحكمة في الآية القرآنية التي ساقها علي عزت لتلقي ضوءًا على هذا المأزق وتوجه النظر إلى طريق الخروج منه: ﴿أفحسبتم أنما خلقناكم عبثًا وأنكم إلينا لا ترجعون﴾.
يتألف كتاب «الإسلام بين الشرق والغرب» من أحد عشر فصلاً منقسمة إلى قسمين، يشتمل القسم الأول على ستة فصول ويحمل عنوانًا عامًا هو (نظرات حول الدين)، ولكنه يتناول موضوعات وقضايا أساسية في الفكر الإنساني: كالخلق والتطور، والثقافة والحضارة، والظاهرة الفنية، والأخلاق، والتاريخ، والدراما والطوبيا. ويَدْهش القارئ: لـِمَ إذن اختار المؤلف لهذه الفصول عنوانًا جامعًا كهذا..؟!

### التمييز بين الثقافة والحضارة
يبدو من دراسة علي عزت لموضوع الثقافة والحضارة أن هناك تصادمًا بينهما وأن الحضارة الرأسمالية والحضارة الشيوعية كلاهما معادٍ للثقافة بطبيعتهما وبدرجات مختلفة، ذلك لأن الثقافة في جذورها الأولى صدرت من أصل ديني، وأن هذه الجذور تمتد من الماضي السحيق إلى ما يسميه علي عزت «بالتمهيد السماوي» ويشير إلى ذلك السناريو القرآني الذي جمع الله فيه الأرواح التي قدر لها أن تولد، كما يقول الفلاسفة المسلمون «في عالم الذر»، وسألهم: ﴿ألست بربكم.. قالوا بلى..﴾ هنالك علم الإنسان أنه مختلف عن بقية الكائنات وأنه صاحب مسؤولية وأنه حر الاختيار.
ويطور المؤلف موضوع الصدام بين الثقافة والحضارة بطرق مختلفة. فالثقافة عنده «هي تأثير الدين على الإنسان وتأثير الإنسان على الإنسان»، بينما الحضارة هي تأثير العقل على الطبيعة.. تعني الثقافة الفن الذي يكون به الإنسان إنسانًا، أما الحضارة فهي فن يتعلق بالوظيفة والسيطرة وصناعة الأشياء، تامة الكمال.. الحضارة هي استمرارية التقدم التقني وليس التقدم الروحي.. كما أن التطور الداروني هو استمرارية للتقدم البيولوجي وليس التقدم الإنساني.
الثقافة شعور دائم الحضور بالاختيار وتعبير عن الحرية الإنسانية، وخلافًا لما تذهب إليه الحكمة الإسلامية بضرورة كبح الشهوات، يحكم الحضارة منطق آخر جعلها ترفع شعارًا مضادًا: «أخلق شهوات جديدة دائمًا وأبدًا». الحضارة تُعلم أما الثقافة فتنور، تحتاج الأولى إلى تعليم والثانية إلى التأمل.
هذه هي مجمل المجالات التي ناقش فيها علي عزت موضوع الاختلاف بين الثقافة والحضارة، حيث ينتهي من مناقشاته وتحليلاته إلى أن الحضارة الحديثة قد أخفقت إخفاقًا بينًا في سعيها لتحقيق السعادة الإنسانية المنشودة من خلال العلم والقوة والثروة. ويؤكد أنه لا بد من فهم هذه الحقيقة والاعتراف بها حتى يتسنى لنا مراجعة أفكارنا الأساسية التي لا تزال موضع قبول عام إلى الآن.. ويرى أن «أول فكرة يجب مراجعتها هي فكرة العلم الخاطئة عن الإنسان».
ولكن يحذرنا علي عزت أن نفهم أن نقده للحضارة دعوة لرفضها والانعزال عنها، فالحضارة على حد قوله «لا يمكن رفضها حتى لو رغبنا في ذلك.. إنما الشيء الوحيد والضروري والممكن هو أن نحطم الأسطورة التي تحيط بها.. فإن تحطيم الأسطورة سيؤدي إلى مزيد من أنسنة هذا العالم.. وهي مهمة تنتمي بطبيعتها إلى الثقافة».

### إخفاق الأيديولوجيات الكبری
ويرجع المؤلف إخفاق الأيديولوجيات الكبری في العالم إلى نظرتها إلى الإنسان والحياة نظرة أحادية الجانب شطرت العالم شطرين متصادمين بين مادية ملحدة وكاثوليكية مغرقة في الأسرار «ينكر كل منهما الآخر ويدينه بلا أمل في لقاء»، وهكذا وجدنا الحضارة القائمة على العلم المادي في جانب، والدين القائم على الغيبيات في جانب آخر مضاد.
ولكن الإسلام ـ كما يعرضه علي عزت ـ لا يخضع لهذه القسمة الجائرة، وتلك هي القضية الكبری التي يعالجها علي عزت في كتابه: «الإسلام بين الشرق والغرب»، حيث خصص لها القسم الثاني من هذا الكتاب.

### الإسلام وحدة ثنائية القطب
يرى علي عزت أنه يستحيل تطبيق الإسلام تطبيقًا صحيحًا في مجتمع متخلف. ففي اللحظة التي يتم فيها التطبيق الحقيقي للإسلام في مجتمع ما يكون هذا المجتمع قد بدأ يتخلى عن تخلفه ويدخل في مجال الحضارة.
ومن ثم يؤكد القرآن أن الله خلق الإنسان ليكون سيدًا في الأرض وخليفة له عليها.. وأن الإنسان في إمكانه تسخير الطبيعة والعالم من خلال العلم والعمل.
ويقول علي عزت في موضع آخر: «إن إصرار القرآن على حق محاربة الشر والظلم ليس من قبيل التدين بمعناه الضيق، فمبادئ اللاعنف واللامقاومة أقرب إلى الدين المجرد.. وعندما أقر القرآن القتال ـ بل أمر به بدلاً من الرضوخ للظلم والمعاناة ـ لم يكن يقرر مبادئ دين مجرد أو أخلاق وإنما كان يضع قواعد سياسية واجتماعية».
ويعلق على تحريم الخمر في الإسلام بقوله: «كان تحريم الخمر بالدرجة الأولى معالجة لشر اجتماعي وليس في الدين المجرد شيء ضد الخمر، بل إن بعض الأديان استخدمت الكحول كعامل صناعي لاستحضار النشوة الروحية، كالإظلام والبخور المعطرة، وكلها وسائل تؤدي إلى هذا النوع من الخدر المطلوب للتأمل الخالص، ولكن الإسلام عندما حرم الخمر سلك مسلك العلم لا مسلك الدين المجرد».

### سر انحطاط المسلمين
ويتساءل علي عزت: ما الذي أدى إذن بالمسلمين إلى الانحطاط بالصورة التي نراها اليوم؟
ويجيب على تساؤله بقوله: «لقد انشطرت وحدة الإسلام ثنائية القطب على يد أناس قصروا الإسلام على جانبه الديني المجرد فأهدروا وحدته وهي خاصيته التي ينفرد بها دون سائر الأديان، لقد اختزلوا الإسلام إلى دين مجرد فتدهورت أحوال المسلمين، وذلك لأن المسلمين عندما يضعف نشاطهم وعندما يهملون دورهم في هذا العالم ويتوقفون عن التفاعل معه تصبح السلطة في الدولة المسلمة عارية لا تخدم إلا نفسها، ويبدأ الدين الخامل يجر المجتمع نحو السلبية والتخلف، ويشكل الملوك والأمراء والعلماء الملحدون ورجال الكهنوت، والشعراء السكارى، يشكلون جميعًا الوجه الخارجي للانشطار الداخلي الذي أصاب الإسلام».

### العداء الغربي للإسلام
وفي هذا المجال يلفت علي عزت النظر إلى أن عداء الغرب الحالي للإسلام ليس مجرد امتداد للعداء التقليدي والصدام الحضاري - الذي وصل إلى صراع عسكري بين الإسلام والغرب، منذ الحملات الصليبية حتى حروب الاستقلال - وإنما يرجع هذا العداء بصفة خاصة إلى تجربة الغرب التاريخية مع الدين وإلى عجزه عن فهم طبيعة الإسلام المتميزة، وهو يطرح لذلك سببين جوهريين وراء هذا العجز وهما:
1. طبيعة العقل الأوربي أحادي النظرة
2. قصور اللغات الأوربية عن استيعاب المصطلحات الإسلامية

وضرب لذلك مثلاً بمصطلحات: الصلاة والزكاة والصيام والوضوء والخلافة والأمة، حيث لا يوجد ما يقابلها في المعنى باللغات الأوربية، فالمصطلحات الإسلامية ـ كما يراها علي عزت ـ كالإسلام نفسه تنطوي على وحدة ثنائية القطب، ولهذين السببين ـ كما يقرر علي عزت ـ «أنكر الماديون الغربيون الإسلام باعتباره دين غيبيات أي (اتجاه يميني)، بينما أنكره المسيحيون الغربيون لأنهم يرون فيه حركة اجتماعية سياسية أي (اتجاه يساري)، وهكذا أنكر الغربيون الإسلام لسببين متناقضين».
ويرى المؤلف بحق أن الغرب إذا كان يريد فهم الإسلام فهمًا صحيحًا فعليه أن يعيد النظر في مصطلحاته التي تتعلق بالإسلام.
بهذا المنطق القوي والمنهج التحليلي المقتدر يكشف علي عزت عن تهافت الفكر الغربي وقصوره، بل تناقضه في معالجته لموضوع الإنسان والحياة، ويرتفع بالفكر الإسلامي إلى مستواه العالمي الذي يليق به.
ولا أجد في هذا المجال أصدق من شهادة «وودز ورث كارلسن»، وهو مفكر أوربي محايد لا ينتمي إلى دين المؤلف ولا وطنه، حيث يقول معلقًا على كتاب «الإسلام بين الشرق والغرب»: «إن تحليله للأوضاع الإنسانية مذهل وقدرته التحليلية الكاسحة تعطي شعورًا متعاظمًا بجمال الإسلام وعالميته».

## اقتباسات من الكتاب
- إن المجتمع العاجز عن التدين، هو أيضا عاجز عن الثورة
- ليست الصلاة مجرّد تعبير عن موقف الإسلام من العالم، إنما هي أيضٍا انعكاس للطريقة التي يريد الإسلام بها تنظيم هذا العالم
- من مهام الدين والفن والفلسفة توجيه نظر الإنسان إلى التساؤلات والألغاز والأسرار. وقد يؤدي هذا إلى معرفة ما، ولكن في أغلب الأحيان يؤدي إلى وعي بجهلنا، أو إلى تحويل جهلنا الذي لا نشعر به إلى جهل نعرف أنه جهل
- لماذا يصبح الناس نفسيا اقل شعورا بالاكتفاء عندما تتوافر لهم متع الحياة المادية أكثر من ذي قبل؟لماذا تزداد حالات الانتحار والامراض العقليه مع ارتفاع مستويات المعيشة والتعليم؟ولماذا لا يعني التقدم مزيدا من الانسانيه أيضا؟
- فإذا وجدنا خصوماً للثورة في نطاق الدين، فهم خصوم ينتمون إلى الدين الرسمي فقط، أي إلى الكنيسة ونظامها الإداري الهرمي، أو الدين المؤسسي الزائف. وعلى العكس، فإن الثورة الزائفة أي الثورة التي تحولت إلى مؤسسة وإلى بيروقراطية، تجد دائماً حليفها في الدين الذي تحول هو أيضاً إلى مؤسسة وإلى بيروقراطية. فما أن تبدأ الثورة تكذب وتخدع نفسها حتى تمضي مع الدين المزيف يداً بيد
- اننا لا نستطيع تفسير الحياة بالوسائل العلمية فقط لأن الحياة معجزة وظاهرة معا، والاعحاب والدهشة هما أعظم شكل من اشكال فهمنا للحياة
- ان علم الحفريات وعلم هيئة الإنسان وعلم النفس كلها علوم تصف من الإنسان فقط الجانب الخارجي الالي الذي لا معنى له
- ان نقول بمذهب انساني ملحد فهذا ضرب من التناقض، لانه إذا انتفى وجود الله انتفى بالتالي وجود الإنسان
- التعليم في المدارس يزكي فينا الحضارة فقط ولا يساهم في ثقافتنا

## وصلات خارجية
- الإسلام بين الشرق والغرب
- الإسلام بين الشرق والغرب - جود ريدز
- آراء القراء في كتاب الإسلام بين الشرق والغرب على موقع أبجد
- قراءة في كتاب الإسلام بين الشرق والغرب